# Rilassamento muscolare progressivo
Il rilassamento muscolare progressivo (PMR: Progressive muscle relaxation) è un metodo di rilassamento muscolare profondo che non prevede l'uso di farmaci, ovvero è un intervento non farmacologico. L'idea alla base del rilassamento muscolare progressivo è che esiste una relazione tra la mente e il corpo di una persona. Il corpo risponde all'ambiente creando determinati stati mentali o fisici, come ansia, stress e paura. Quando il corpo si trova in questi stati, i muscoli si irrigidiscono. Questo metodo ha lo scopo di riportare il corpo a uno stato più neutro e rilassato.
La tecnica si articola in due fasi. Consiste nell'imparare ad alleviare la tensione in specifici gruppi muscolari, prima contraendoli e poi rilassandoli. Quando la tensione muscolare viene rilasciata, l'attenzione viene diretta verso le differenze percepite durante la tensione e il rilassamento, in modo che il paziente impari a riconoscere il contrasto tra i due stati.
Il rilassamento muscolare progressivo viene utilizzato in molti modi. Può influire su condizioni come ansia, insonnia, stress, depressione e dolore e può avere effetti benefici a lungo termine. È efficace anche per molte fasce della popolazione, compresi bambini e adulti. Persone in situazioni molto diverse possono imparare a praticare questo metodo. È semplice da apprendere e viene utilizzato in ambito ospedaliero e non ospedaliero.

## Storia
Il rilassamento muscolare progressivo era stato inizialmente sviluppato dal medico americano Edmund Jacobson. Nel 1908 presentò per la prima volta questa tecnica all'Università di Harvard. Jacobson continuò a lavorare su questo argomento per tutta la vita e scrisse diversi libri al riguardo.
Nel 1929 Jacobson pubblicò il libro Progressive Relaxation, che includeva una procedura dettagliata per sciogliere la tensione muscolare. Il rilassamento è l'opposto della tensione, quindi il suo lavoro portò all'uso della parola “rilassarsi” per descrivere l'atto di diventare meno tesi, ansiosi o stressati. Jacobson credeva che il riposo e il rilassamento fossero concetti diversi. Spiegava che le persone possono essere tese quando riposano, ma non possono essere tese quando sono rilassate.
Jacobson progettò il rilassamento muscolare progressivo in modo che potesse affrontare un gran numero di condizioni mentali e fisiche. Nel suo libro del 1934, You Must Relax: A Practical Method of Reducing the Strains of Modern Living, Jacobson evidenziò le potenziali applicazioni della sua tecnica. Sosteneva che il rilassamento muscolare progressivo avrebbe potuto essere efficace per le malattie, le patologie cardiache, l'insonnia e l'indigestione. Tuttavia, riteneva che solo medici ed esperti qualificati potessero insegnare la tecnica ad altre persone. La tecnica iniziale di rilassamento muscolare progressivo sviluppata da Jacobson richiedeva istruzioni settimanali e pratica quotidiana.
Alla fine Joseph Wolpe riuscì ad ridurre la tecnica di Jacobson a soli 20 minuti di esercizio. Wolpe utilizzò il rilassamento muscolare progressivo per contrastare la risposta di paura delle persone. Il metodo si sviluppò nel corso degli anni grazie alle modifiche apportate da altri scienziati e medici. Oggi esistono molte varianti della sua tecnica.
Durante gli anni ‘70, le istituzioni mediche riconobbero le tecniche di rilassamento, quali il rilassamento muscolare progressivo, come alternative ai trattamenti farmacologici, sicure ed efficaci per determinate condizioni quali ansia, insonnia e ipertensione. Il mondo medico considerava inoltre il rilassamento muscolare una tecnica in grado di promuovere efficacemente il benessere. Tuttavia, le istituzioni mediche descrivono ora il rilassamento muscolare progressivo come un tipo di medicina complementare, in quanto il termine “alternativa” potrebbe implicare che la terapia sia una sostituzione della medicina moderna. Il rilassamento muscolare progressivo può essere utilizzato efficacemente in combinazione con altri trattamenti medici moderni o altre terapie complementari che promuovono la salute.

## La tecnica oggi
Gli individui dovrebbero eseguire il rilassamento muscolare progressivo in un luogo confortevole. È possibile iniziare l'esercizio da seduti o in piedi. È importante respirare durante l'intero esercizio, in quanto alcune fonti raccomandano di inspirare mentre si tendono i muscoli ed espirare mentre si rilassano. L'esercizio non dovrebbe causare dolore o fastidio. Gli individui che hanno subito lesioni dovrebbero consultare un medico prima di eseguire gli esercizi. Molte persone scelgono di visualizzare i muscoli che si contraggono e si rilassano mentre eseguono l'esercizio. Alcuni istituti suggeriscono di contrarre lentamente ogni gruppo muscolare, iniziando dalla fronte e terminando con le dita dei piedi. Altre istruzioni raccomandano di iniziare dalla parte inferiore del corpo, dai piedi, e di risalire verso la fronte, oppure di iniziare da un lato del corpo e di spostarsi lentamente verso l'altro lato. Le diverse fonti raggruppano i muscoli in modo diverso, ma alcuni gruppi muscolari comunemente utilizzati comprendono:
- Fronte
- Occhi/Guance
- Bocca/Mascella
- Collo
- Schiena/Spalle
- Torace
- Braccia
- Mani/Pugni
- Muscoli addominali/Vita
- Fianchi/Glutei
- Cosce
- Polpacci/Piedi/Dita dei piedi

All'inizio dell'esercizio l'individuo inspira lentamente e contrae il primo gruppo muscolare, quindi trattiene il respiro e la tensione per 3-5 secondi. Successivamente espira lentamente mentre rilascia la tensione e rilassa i muscoli per 10-15 secondi. Può provare a visualizzare la sensazione della tensione e come questa svanisce lentamente dal corpo. Poi inspira e contrae il gruppo muscolare successivo, ripetendo questo processo per tutti i gruppi muscolari.

## Applicazioni

### Ansia
Il PMR è ancora oggi utilizzato per gestire l'ansia. L'ansia è una reazione emotiva a potenziali pericoli nell'ambiente. Può essere efficace nel ridurre l'ansia da test negli studenti. Inoltre, è anche efficace nel ridurre l'ansia e migliorare la qualità della vita in pazienti affetti da vari tipi di cancro. Anche i pazienti affetti da malattie cardiache e quelli affetti da coronavirus che si sentono isolati hanno utilizzato il PMR per ridurre la loro ansia. Alcuni studi hanno scoperto che il PMR è efficace sia per la popolazione giovane che per quella anziana, sebbene sia particolarmente efficace nel ridurre l'ansia nella popolazione anziana.

### Depressione
Il PMR è efficace nel ridurre la gravità della depressione in pazienti affetti da varie patologie quali malattie cardiache, coronavirus e cancro. Alcuni studi hanno anche dimostrato che le donne possono utilizzare efficacemente il PMR per gestire la depressione post-partum.

### Stress
Le tecniche di rilassamento, come il rilassamento muscolare progressivo, possono alterare la risposta fisica ed emotiva del corpo allo stress influendo sul sistema nervoso simpatico. Esso aiuta il corpo ad attivare la risposta di lotta o fuga. Se una persona è stressata o in pericolo, il sistema nervoso simpatico è più attivo. Il PMR agisce riducendo il cortisolo, un ormone coinvolto nella risposta allo stress delle situazioni di lotta o fuga. Il PMR può anche abbassare la pressione sanguigna, il metabolismo, la frequenza cardiaca e la frequenza respiratoria, che di solito aumentano durante la risposta allo stress.
Il PMR è efficace nell'alleviare diversi tipi di stress. Gli operatori sanitari hanno utilizzato il PMR per ridurre lo stress da lavoro correlato. La tecnica ha anche migliorato la salute fisica e mentale degli operatori sanitari, poiché lo stress professionale può portare al burnout, a malattie cardiache e alla depressione. Il PMR ha il potenziale di ridurre lo stress molto rapidamente, soprattutto se lo stress è legato a qualcosa che accadrà nel prossimo futuro.

### Insonnia
Il trattamento non farmacologico dell'insonnia è diventato un'alternativa o un complemento alle cure mediche tradizionali. Il rilassamento muscolare progressivo può essere utilizzato come trattamento per alcuni casi di insonnia, in particolare quella cronica. Le persone ricorrono al PMR per ridurre la tensione fisica e interrompere i processi di pensieri agitati che influenzano il sonno. In generale, il PMR affronta l'insonnia aiutando le persone ad addormentarsi più facilmente, a dormire più a lungo e ad avere un sonno più profondo. I pazienti affetti da cancro spesso soffrono di insonnia a causa del dolore. Alcuni studi hanno riportato che la tecnica di rilassamento muscolare progressivo ha un effetto benefico sull'insonnia dei pazienti affetti da cancro. Anche i pazienti affetti da coronavirus che si sentono isolati hanno utilizzato il PMR per migliorare la qualità del sonno.

### Sollievo dal dolore
Il dolore è uno dei sintomi più frequenti nei pazienti sottoposti a interventi chirurgici o a chemioterapia antitumorale e per alleviarlo vengono proposti vari trattamenti, tra cui tecniche di rilassamento complementari. Nel complesso, il PMR è efficace nel ridurre il dolore nei pazienti oncologici, anche se il processo biologico alla base di questa relazione non è noto.
Il rilassamento muscolare progressivo può ridurre la percezione del dolore e fornire sollievo ai pazienti dopo un intervento chirurgico. Tuttavia, uno studio condotto su pazienti di chirurgia ortopedica ha rilevato che l'uso del PMR dopo un intervento ortopedico non ha influito sull'intensità del dolore provato dai pazienti.
Le donne hanno utilizzato il PMR per trattare il dolore pelvico cronico e la tecnica ha avuto un effetto positivo. In molti casi, il dolore cronico era ancora presente, ma la percezione della minaccia del dolore era stata eliminata. Il dolore pelvico cronico è spesso associato al dolore derivante dalle funzioni del sistema nervoso addominale (spesso chiamato “dolore neuropatico”). I pazienti spesso ricorrono al PMR per gestire il dolore pelvico cronico quando i farmaci prescritti non hanno successo. In questo caso, il PMR mira a rilasciare la tensione dei muscoli dell'addome e della regione inferiore della schiena.

### Schizofrenia
Il rilassamento muscolare progressivo è stato utilizzato in ambito psichiatrico come metodo alternativo per affrontare lo stress soggettivo e gli stati d'ansia. Alcuni studi recenti hanno dimostrato che il PMR ha un effetto benefico sul disagio psicologico, sull'ansia e sul benessere dei pazienti affetti da schizofrenia.

### Sport
Gli atleti professionisti sono sottoposti a forti tensioni fisiche e mentali. È stato ipotizzato che le tecniche di rilassamento muscolare progressivo potrebbero aiutare gli atleti a raggiungere prestazioni ottimali e a prevenire gli infortuni.

## Effetti a lungo termine
Secondo l'Enciclopedia della medicina di Miller-Keane, gli effetti a lungo termine della pratica del rilassamento muscolare progressivo comprendono:
- Diminuzione del livello generale di ansia
- Diminuzione dell'ansia anticipatoria correlata alle fobie
- Riduzione della frequenza e della durata degli attacchi di panico
- Migliore capacità di affrontare situazioni fobiche attraverso un'esposizione graduale
- Migliore concentrazione
- Maggiore senso di controllo sugli stati d'animo
- Miglioramento dell'autostima
- Maggiore spontaneità e creatività[11]